# 富莫内
富莫内（義大利語：Fumone），是意大利弗罗西诺内省的一个市镇。总面积14.77平方公里，人口2212人，人口密度149.8人/平方公里（2009年）。ISTAT代码为060039。